# Martin Doležal
Martin Doležal (ur. 3 maja 1990 w Valašské Meziříčí) – czeski piłkarz grający na pozycji środkowego napastnika. Sześciokrotny reprezentant Czech w latach 2018–2021.